# Yusuf Kemal Bey

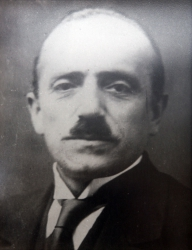
Yusuf Kemal Bey

Yusuf Kemal Bey (* 17. Juli 1878 in Boyabat; † 16. April 1969) war ein türkischer Beamter, Politiker und Jurist. Sein Geburtsname war Yusuf Kemal, nach dem Namensgesetz aus dem Jahr 1934 nahm er den Nachnamen Tengirşenk an. Yusuf Kemal Bey war zwischen 1920 und 1931 türkischer Justiz-, Wirtschafts- und Außenminister.

## Leben
Yusuf Kemal wurde 1878 in Boyabat als Sohn des Richters Hasan Raci Efendi und dessen Ehefrau Fatma Hanım geboren. Er besuchte zuerst das Kuleli Askerî Lisesi, konnte aber aufgrund eines Jagdunfalles keine Militärlaufbahn mehr einschlagen und absolvierte dann die Militärschule für Medizin in Istanbul, musste aber auch diese Laufbahn abbrechen. In dieser Zeit wurde er von der osmanischen Polizei wegen Missachtung von Sultan Abdülhamid II. festgenommen. Man verbannte ihn in die Region Fezzan im heutigen Libyen; er wurde allerdings bald wegen gesundheitlicher Probleme begnadigt.
Yusuf Kemal studierte dann Rechtswissenschaften und schloss dieses Studium an der Istanbul Üniversitesi 1904 ab. Anschließend promovierte er an der Universität Paris in Politikwissenschaften und arbeitete dann kurz als Rechtsanwalt in Istanbul. Nach der Revolution der Jungtürken im Jahr 1908 war er kurz Mitglied des Parlamentes und dann hoher Beamter.

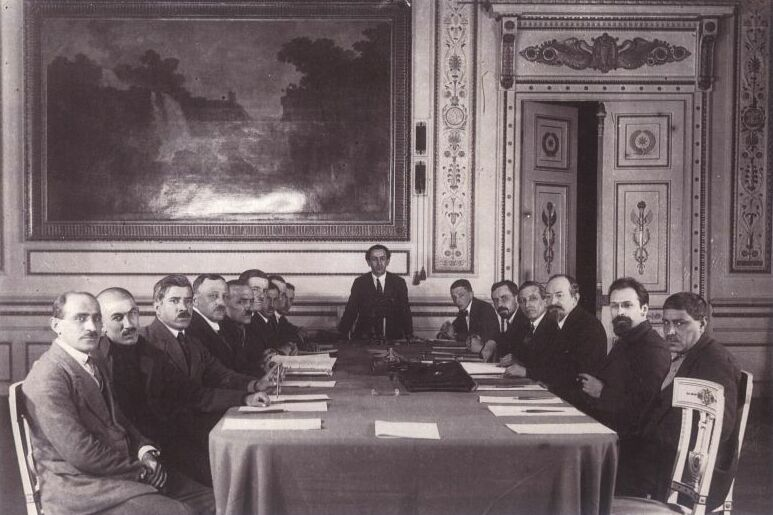
Die türkische und die russische Delegation bei der Unterzeichnung des Vertrages von Moskau

Nach dem Ersten Weltkrieg wurde er in das Osmanische Parlament gewählt und vertrat dort die Provinz Kastamonu. Als die Alliierten des Ersten Weltkriegs das osmanische Parlament auflösten, schloss er sich in Ankara den Kemalisten um Mustafa Kemal Atatürk an. Er wurde 1920 in die Große Nationalversammlung der Türkei gewählt. Im ersten und zweiten Rat der Vollzugsbeauftragten – zwei Übergangskabinetten vor der Ausrufung der Republik – war er Wirtschaftsminister (3. Mai 1920 bis 30. März 1921). In dieser Eigenschaft nahm er auch an den Verhandlungen und der Unterzeichnung des Vertrages von Moskau im März 1921 teil.
Im zweiten Teil der Legislaturperiode des dritten und im vierten Rat der Vollzugsbeauftragten war er Außenminister (30. März 1921 bis 26. Oktober 1922). In dieser Funktion handelte er 1921 den Vertrag von Ankara aus, in dem Frankreich und die Türkei den Konflikt um die Besetzung Kilikiens beilegten. Im sechsten Rat der Vollzugsbeauftragten fungierte er als Justizminister (27. Oktober 1930 bis 5. Mai 1931).
Ab 1923 war Yusuf Kemal Bey Abgeordneter im Parlament. Nach seinem Rücktritt im Jahr 1933 wurde er Professor für Wirtschaftswissenschaften an der Fakultät für Rechtswissenschaften der Ankara Üniversitesi. Er wurde Mitglied der 1946 gegründeten Demokrat Parti, trat aber 1947 aus und im folgenden Jahr in die von der DP abgespaltene Millet Partisi ein. Nur kurz kehrte er Anfang der 1960er-Jahre in die Politik zurück: Nach dem Militärputsch von 1960 saß er für die Cumhuriyetçi Köylü Millet Partisi in der verfassungsgebenden Versammlung der Türkei.
Yusuf Kemal Tengirşenk starb 1969.